# Super!
Super! es un canal de televisión juvenil italiana, propiedad de Viacom International Media Networks Italia.

## Historia
DeA Super! fue fundado el 1 de septiembre de 2010, siendo un programación de dibujos animados en Sky.
El 18 de marzo de 2012, el canal fue renombrado Super! y se hizo gratuito en la TDT, y un nuevo canal para preescolares nombrado DeA Junior fue lanzado en Sky.
El 14 de septiembre de 2017, Viacom Italia tomó 50% del capital de la cadena.
El 18 de octubre de 2019, Viacom compró todas las acciones de la cadena, mientras continúa la colaboración con un acuerdo para producciones de DeAgostini.

## Programación
- The Loud House
- Camilla Store
- Danger Force
- Game Shakers
- Henry Danger
- The Casagrande
- Il sostituto
- Los Thunderman
- Lo show di Patrick Star
- Miraculous: Le storie di Ladybug e Chat Noir
- New School
- Sam & Cat
- SpongeBob
- Street of Magic
- Trollhunters - I racconti di Arcadia
- Victorious
- Zak Storm

## Programación en el pasado
- Atomicron
- Angry Birds Toons
- Boy Girl Dog Cat Mouse Cheese
- CatDog
- Chica vampiro
- Detective Conan
- Do You Bijoux?
- Drama Total: La Guarderías
- Due fantagenitori
- Fanboy & Chum Chum
- I Am Frankie
- iCarly
- The Casagrande
- Kaeloo
- Kally's Mashup
- Kamp Koral: SpongeBob al campo estivo
- Knight Squad
- La biblioteca della magia
- Lab Rats
- La guerriera e il troll
- Le aventure di Jimmy Neutron
- Lego City Adventures
- LoliRock
- Mr. Peabody & Sherman Show
- Sally Bollywood
- Secret Ranch
- Side Hustle
- Totally Spies
- Yo, Elvis Riboldi